# Puchar Europy w skokach narciarskich 1988/1989
Puchar Europy w skokach narciarskich 1988/1989 – rozpoczął się 26 grudnia 1988 w Sankt Moritz na skoczni Olympiaschanze, a zakończył 9 kwietnia 1989 w Strbskim Plesie na skoczni MS 1970 B. W ramach cyklu rozegrano 18 indywidualnych konkursów. Zwycięzcą klasyfikacji generalnej został Austriak Harald Rodlauer. 

## Wyniki zawodów
| Lp.                                                                          | Data                                          | Miejscowość                                   | Skocznia                                      | Punkt K                                       | Uwagi                                         | 1. miejsce          | 2. miejsce        | 3. miejsce                                |
| ---------------------------------------------------------------------------- | --------------------------------------------- | --------------------------------------------- | --------------------------------------------- | --------------------------------------------- | --------------------------------------------- | ------------------- | ----------------- | ----------------------------------------- |
| 1.                                                                           | 26 grudnia 1988                               | Sankt Moritz                                  | Olympiaschanze                                | K-94                                          | -                                             | Christian Hauswirth | Josef Heumann     | Werner Haim                               |
| 2.                                                                           | 29 grudnia 1988                               | Sankt Aegyd                                   | Klaushoferschanze                             | K-73                                          | -                                             | Andi Rauschmeier    | Bernhard Winkler  | Heinz Kuttin                              |
| 3.                                                                           | 8 stycznia 1989                               | Planica                                       | Srednija Velikanka                            | K-90                                          | -                                             | Primož Kopač        | Ron Richards      | Matjaž Debelak                            |
| 4.                                                                           | 28 stycznia 1989                              | La Molina                                     | Trampolín Albert Bofill Mosella               | K-75                                          | PKr                                           | Kent Johanssen      | Bernat Solà       | Patrik Luedi                              |
| 5.                                                                           | 12 lutego 1989                                | Matrahaza                                     | Síugrás                                       | K-83                                          | -                                             | Robert Leonhard     | Paul Erat         | Stefan Horngacher                         |
|                                                                              |                                               |                                               |                                               |                                               |                                               |                     |                   |                                           |
| Mistrzostwa Świata w Narciarstwie Klasycznym 1989 • Lahti, 17–26 lutego 1989 |                                               |                                               |                                               |                                               |                                               |                     |                   |                                           |
|                                                                              |                                               |                                               |                                               |                                               |                                               |                     |                   |                                           |
| 6.                                                                           | 18 lutego 1989                                | Sarajewo                                      | Igman Olympic Jumps                           | K-112                                         | -                                             | Harald Rodlauer     | Stefan Horngacher | Primož Kopač                              |
| 7.                                                                           | 19 lutego 1989                                | Travnik                                       | Vlašić Skakaonica                             | K-87                                          | -                                             | Tomaž Dolar         | Primož Kopač      | Robert Leonhard                           |
| 8.                                                                           | 25 lutego 1989                                | Saalfelden am Steinernen Meer                 | Bibergschanze                                 | K-85                                          | -                                             | Harald Rodlauer     | Robert Leonhard   | Jaroslav Sakala                           |
| 9.                                                                           | 4 marca 1989                                  | Schönwald                                     | Adlerschanze                                  | K-85                                          | TSch                                          | Gérard Balanche     | Noriaki Kasai     | Kazuhiro Higashi                          |
| 10.                                                                          | 5 marca 1989                                  | Schönwald                                     | Adlerschanze                                  | K-85                                          | TSch                                          | Sandro Sambugaro    | Gérard Balanche   | Goran Janus                               |
| Turniej Schwarzwaldzki – klasyfikacja końcowa                                | Turniej Schwarzwaldzki – klasyfikacja końcowa | Turniej Schwarzwaldzki – klasyfikacja końcowa | Turniej Schwarzwaldzki – klasyfikacja końcowa | Turniej Schwarzwaldzki – klasyfikacja końcowa | Turniej Schwarzwaldzki – klasyfikacja końcowa | Gérard Balanche     | Sandro Sambugaro  | Noriaki Kasai                             |
| 11.                                                                          | 10 marca 1989                                 | Sprova                                        | Steinfjellbakken                              | K-90                                          | -                                             | Hroar Stjernen      | Harald Rodlauer   | Ole Christian Eidhammer Stefan Horngacher |
| 12.                                                                          | 11 marca 1989                                 | Sprova                                        | Steinfjellbakken                              | K-90                                          | -                                             | Jan Henrik Trøen    | Andi Rauschmeier  | Rolf Åge Berg                             |
| 13.                                                                          | 12 marca 1989                                 | Meldal                                        | Kløvsteinbakken                               | K-105                                         | -                                             | Rolf Schilli        | Harald Rodlauer   | Kent Johanssen                            |
| 14.                                                                          | 19 marca 1989                                 | Kuopio                                        | Puijo                                         | K-90                                          | -                                             | Ari-Pekka Nikkola   | Risto Laakkonen   | Stefan Horngacher                         |
| 15.                                                                          | 23 marca 1989                                 | Szczyrk                                       | im. Z. Hryniewieckiego                        | K-85                                          | -                                             | Jan Kowal           | František Jež     | Jaroslav Krejca                           |
| 16.                                                                          | 2 kwietnia 1989                               | Rovaniemi                                     | Ounasvaara                                    | K-90                                          | -                                             | Risto Laakkonen     | Ari-Pekka Nikkola | Jan Boklöv                                |
| 17.                                                                          | 8 kwietnia 1989                               | Szczyrbskie Jezioro                           | MS 1970 B                                     | K-90                                          | -                                             | Werner Haim         | Jiří Parma        | Ladislav Dluhoš                           |
| 18.                                                                          | 9 kwietnia 1989                               | Szczyrbskie Jezioro                           | MS 1970 B                                     | K-90                                          | -                                             | Ladislav Dluhoš     | Harald Rodlauer   | Roberto Cecon                             |

## Klasyfikacja generalna
| Miejsce | Zawodnik            | Punkty |
| ------- | ------------------- | ------ |
| 1.      | Harald Rodlauer     | 151    |
| 2.      | Stefan Horngacher   | 123    |
| 3.      | Robert Leonhard     | 90     |
| 4.      | Tomaž Dolar         | 86     |
| 5.      | Primož Kopač        | 84     |
| 6.      | Andi Rauschmeier    | 54     |
| 6.      | Bernhard Winkler    | 54     |
| 8.      | Christian Hauswirth | 48     |
| 9.      | Gérard Balanche     | 47     |
| 10.     | Noriaki Kasai       | 45     |
| 10.     | Jan Kowal           | 45     |
| 10.     | Risto Laakkonen     | 45     |
| 10.     | Ari-Pekka Nikkola   | 45     |
| 14.     | Paul Erat           | 44     |
| 15.     | Werner Haim         | 42     |
| 16.     | Ladislav Dluhoš     | 40     |
| 16.     | Kent Johanssen      | 40     |
| 16.     | Sandro Sambugaro    | 40     |
| 19.     | Janez Stirn         | 39     |
| 20.     | Jan Henrik Trøen    | 36     |
| ...     |                     |        |